# Tarnai Andor-díj
Magyar Tudományos Akadémia Irodalomtudományi Intézete és Tarnai Andor akadémikus családja 2006-ban közösen hozta létre a Tarnai Andor-díjat, az irodalomtudomány és kritika történetével kapcsolatos kutatások kiemelkedő eredményeinek elismerésére. A kuratórium tagjai: Tarnai Andorné, Szörényi László, Kecskeméti Gábor, Korompay H. János és Tüskés Gábor. Az évente átadandó díjat első alkalommal 2007-ben Dávidházi Péter egyetemi tanárnak, az irodalomtudomány doktorának adományozta a kuratórium, a XIX. századi magyar irodalomtudomány és kritika történetének, azon belül Toldy Ferenc munkásságának feltárása érdekében végzett kutatásaiért. Az emlékplakettet Soltra Elemér szobrászművész készítette.
2014-ben, Tarnai Andor halálának 20. évfordulóján a díjazottak és több más kolléga emlékező írásaiból önálló kötet jelent meg: „Jól őrizd helyedet”: Emlékezések Tarnai Andorra, válogatta, szerkesztette: Tüskés Gábor, a képeket válogatta: Kecskeméti Gábor, Budapest, reciti, 2014.

## Díjazottak
- 2025: Bolonyai Gábor[2][3]
- 2024: Kelevéz Ágnes[2][4]
- 2023: Balázs Mihály[2][5]
- 2022: Fried István[2][6]
- 2021: Tarnói László[2][7]
- 2020: --
- 2019: Andrea Seidler[2][8][9]
- 2018: Németh S. Katalin[2][10]
- 2017: Hász-Fehér Katalin[2][11]
- 2016: T. Erdélyi Ilona[2][12]
- 2015: Hargittay Emil[2]
- 2014: --
- 2013: Imre Mihály[1][2][13][14]
- 2012: Debreczeni Attila[1][2][15][16] és Tüskés Gábor[1][2][17][18]
- 2011: Szabó G. Zoltán[1][2][19][20][21]
- 2010: Korompay H. János[1][2][22][23]
- 2009: Kecskeméti Gábor[1][2][24][25]
- 2008: Bartók István[1][2][26][27]
- 2007: Dávidházi Péter[1][2][28][29]